# Belagerung von Rheinberg (1597)
Westeuropa

Oosterweel – Dahlen – Heiligerlee – Jemgum – Jodoigne – Le Quesnoy – Brielle – Mons – Goes – 1. Mechelen – Naarden – Middelburg – Haarlem – Alkmaar – Geertruidenberg – Leiden – Delft – Valkenburg – Mooker Heide – Schoonhoven – Zierikzee – 1. Antwerpen – Gembloux – Rijmenam – 1. Deventer – Borgerhout – 1. Maastricht – 2. Mechelen – 1. Steenwijk – Kollum – 1. Breda – Noordhorn – Niezijl – Lochem – Lier – Eindhoven – Steenbergen – Ghent – Aalst – 2. Antwerpen – IJsseloord – Empel – Boksum – 1. Grave – 1. Venlo – Axel – Neuss – 1. Rheinberg – Zutphen – 1. Sluis – 1. Bergen-op-Zoom – 2. Geertruidenberg – 2. Breda – 2. Zutphen – 2. Deventer – Delfzijl – Knodsenburg – 1. Hulst – Nijmegen – Rouen – Caudebec – 2. Steenwijk – 1. Coevorden – 3. Geertruidenberg – 2. Coevorden – Groningen – Huy – 1. Groenlo – Lippe – Calais – 2. Hulst – Turnhout – 2. Rheinberg – 1. Moers – 2. Groenlo – Bredevoort – Enschede – Ootmarsum – 1. Oldenzaal – 1. Lingen – 1. Schenckenschans – Zaltbommel – Rees – San Andreas – Nieuwpoort – 3. Rheinberg – Ostende – 1. 's-Hertogenbosch – 2. Grave – Hoogstraten – 3. Sluis
Zwölfjähriger Friede

2. Lingen – 3. Groenlo – Aachen – Jülich – 2. Bergen op Zoom – Fleurus – 3. Breda – 2. Oldenzaal – 4. Groenlo – 2. 's-Hertogenbosch – Slaak – 2. Maastricht – Leuven – 2. Schenkenschans – 4. Breda – 2. Venlo – Kallo – 3. Hulst
Europäische Gewässer

Vlissingen – Borsele – Haarlemmermeer – Zuiderzee – Schelde – Lillo – Ponta Delgada – Bayona Islands – Golf von Almería – 1. Cadiz – Azoren – Straße von Dover – 2. Sluis – 1. Kap St. Vincent – 1. Gibraltar – 2. Gibraltar – 2. Cadiz – Lizard Point – Dünkirchen – Calais – Downs – 2. Kap St. Vincent – 2. St. Martin
Amerika

Bahia – Matanzas – St. Martin – San Juan – Abrolhos – Pernambuco – Südchile
Ostindien

Playa Honda – 1. San Salvador – 2. San Salvador – La Naval de Manila – Puerto de Cavite
Die Belagerung von Rheinberg durch niederländische Truppen unter dem Befehl von Moritz von Oranien fand vom 9. bis zum 19. August 1597 während des Achtzigjährigen Krieges statt und endete mit der Kapitulation und dem Abzug der spanischen Garnison. Die Befreiung der Stadt Rheinberg war ein Bestandteil von Moritz’ Feldzug von 1597.

## Vorgeschichte
Die Festungsstadt Rheinberg war seit sieben Jahren eine spanische Garnison, nachdem Peter Ernst I. von Mansfeld die Belagerung von Rheinberg am 3. Februar 1590 erfolgreich abschließen konnte.
Am 1. August 1597 verließ Moritz mit 7.000 Infanteristen und 1.200 Kavalleristen Den Haag, um seine Offensive gegen die Spanier in Angriff zu nehmen. Sein erstes Ziel war die spanisch besetzte Stadt Rheinberg, die er am 9. August erreichte.

## Verlauf
Am 11. August 1597 begann man, die Approchen auszuheben, wobei Wilhelm Ludwig von Nassau durch eine Kugel am Oberschenkel verwundet wurde. Nachdem die Batterien eingerichtet waren, wurde die Stadt intensiv beschossen. Nachdem sie zweimal vergeblich aufgefordert wurde, zu kapitulieren, ergab sich die Besatzung am 19. August 1597 unter der Voraussetzung des freien Abzugs.

## Folgen
Im folgenden Jahr konnte der spanische Oberbefehlshaber Francisco de Mendoza nach einer erneuten Belagerung die Stadt zurückerobern, was ihr den Beinamen „La puta de la guerra“, „Die Hure des Kriegs“ einbrachte.